# 黎志偉
黎志偉（英語：Lai Chi Wai，1982年12月25日—），香港攀石運動員，有「亞洲攀石王」之稱，曾參加世界攀石巡迴賽，最佳成績全球排名第八。2008年，黎志偉曾於長洲舉辦的搶包山比賽個人賽中奪冠，故有「包山王」的稱號。

## 交通意外
於2011年在香港屯门发生一宗車禍，令他半身不遂，從此成為殘疾人士，他入稟高等法院向2名涉事私家車司機索償，2020年被裁定勝訴，經計算後黎的損失估計超過2176萬港元，但考慮到黎志偉的疏忽亦促成有關交通意外，最終下令2名被告司機需向黎志偉賠償75%損失，即約1632萬元。2016年，他坐輪椅攀上獅子山頂。後來，這個創舉被拍成紀錄片《結CRUX》。2019年，他的生平事跡被改編成電影《獅子山上》。

## 挑戰攀登新界區最高大廈
2021年1月16日，他挑戰攀登新界區最高大廈如心廣場，並為香港大學矯形及創傷外科學系籌款。不過因強風關係，最終被迫無奈放棄挑戰，到65樓防火層結束，未能登頂。他對此感到遺憾。

## 相關影視作品
- 《獅子山上》：2019年電影，林德信飾演紀大衛，原型為黎志偉。